# AT Microscopii
Désignations
AT Mic A : CNS5 5103, LTT 8181, TYC 7460-137-1

AT Microscopii (en abrégé AT Mic), également désignée HD 196982, est un système binaire situé à une distance de 35 années-lumière du Soleil, dans la constellation du Microscope. Il est composé de deux étoiles éruptives, c'est-à-dire des naines rouges qui subissent des éruptions aléatoires augmentant leur luminosité. Ce système binaire se trouve près de la naine rouge AU Microscopii, ce qui pourrait indiquer qu'ils forment un système d'étoiles triple large.

## Histoire observationnelle
En 1926, l'astronome néerlando-américain Willem Jacob Luyten a constaté que les raies du spectre de AT Microscopii subissaient des variations. Une plaque photographique prise le 23 juin 1895 montrait des raies lumineuses de l'hydrogène, qui étaient devenues beaucoup plus faibles sur une plaque prise le 29 juin 1895. Une autre photographie prise le 1er juillet 1903 ne montrait aucune raie de ce type. La variation nette de la luminosité de l'étoile était faible avec une amplitude de magnitude ne dépassant pas 0,5. Luyten a noté que l'étoile avait un grand mouvement propre, changeant sa position de 0,43 seconde d'arc entre 1899 et 1923.
En 1927, l'objet s'est révélé être une paire d'étoiles avec une séparation angulaire de 2,95 secondes d'arc. Les deux étoiles se sont avérées être de type « naine Me », ce qui indique qu'il s'agit de naines rouges avec des raies d'émission dans leur spectre. C'est la première découverte d'une paire d'étoiles naines Me identiques. Les premières mesures de la  parallaxe du système ont montré un décalage annuel d'environ 0,1 seconde d'arc, tandis que leur vitesse radiale a été mesurée, s'éloignant de +5 km/s du Soleil. Une étoile proche, HD 197981, plus tard nommée AU Microscopii, présente une vitesse radiale similaire de +10 km/s. Pour cette raison, il a été suggéré que les trois étoiles sont physiquement associées.
À la suite de la découverte en 1949 que certains types d'étoiles variables se caractérisent par des changements rapides mais brefs de luminosité, accompagnés par des raies d'émission dans leur spectre, les deux étoiles ont été répertoriées comme des étoiles éruptives potentielles en 1954 par le physicien solaire tchèque Zdeněk Švestka.
Avec l'introduction des instruments photométriques en astronomie, la variabilité des étoiles peut désormais être surveillée sur des intervalles de temps. Les mesures de HD 196982 en 1969 ont montré qu'il s'agissait des étoiles éruptives les plus actives connues à l'époque : sur une période de 16,31 heures, 54 éruptions ont été observées. Les éruptions ont augmenté la magnitude combinée du couple de plus de 0,05 pendant plus de la moitié de cette période d'observation. En 1972, le couple a reçu la désignation d'étoile variable AT Microscopii.

## Propriétés
Les mesures de position du couple AT Microscopii effectuées avec la sonde spatiale Hipparcos montrent un décalage annuel de la parallaxe de 0,0935 seconde d'arc, ce qui équivaut à une distance d'environ ∼ 35 a.l. (∼ 10,7 pc) du Soleil. Il s'agit d'un système d'étoiles binaire avec une séparation angulaire de 4,0 secondes d'arc. Les deux étoiles sont des naines rouges de la pré-séquence principale du diagramme de Hertzsprung-Russell, et elles figurent parmi les plus jeunes étoiles dans le voisinage du Soleil. Par rapport au Soleil, la composante A représente environ 27 % de sa masse et 3,6 % de sa luminosité, tandis que la composante B représente 25 % de sa masse et 3,3 % de sa luminosité.
Les deux membres du système ont une couronne active, présentant des variations de luminosité du même type que BY Draconis et sont des émetteurs de rayons X. Le taux moyen d'éruptions pour la paire est de 2,8 par heure,. Leur spectre de rayons X correspond à une densité de plasma d'environ 3 × 1010 cm−3 et à une intensité de champ magnétique d'au moins 100 G dans les régions d'éruption. Aucune des deux étoiles ne montre la présence de lithium dans leur spectre, ayant déjà épuisé cet élément par la fusion nucléaire dans leurs noyaux.
Ce système binaire est situé à proximité de la jeune étoile AU Microscopii, avec une séparation projetée de 46 400 ± 500 unités astronomiques. Cela indique que les trois peuvent former un vaste système triple hiérarchique, avec la paire AT Microscopii en orbite autour de AU Microscopii sur une période de 10 millions d'années. Les trois étoiles sont des membres candidats du groupe mouvant de Beta Pictoris, l'une des associations d'étoiles les plus proches, qui partagent un mouvement commun à travers l'espace. Ce groupe est situé à une distance moyenne d'environ ∼ 100 a.l. (∼ 30,7 pc), mais ses membres sont dispersés dans un volume d'environ 100 années-lumière. Les estimations pour l'âge de ce groupe se situent entre 10 et 21 millions d'années.